# Нотинг Хил
Нотинг Хил је област у западном делу Лондона, у општини Кенсингтон и Челси. Познат је по карневалу који се одржава на улицама као и отвореној пијаци у улици Портабело Роуд. У свету је познат и по истоименом филму који је на српски преведен као Ја у љубав верујем. 

## Положај и карактеристике
Нотинг Хил се налази западно од центра Лондона, нешто северније од Кенсингтонског парка у коме се налази Краљевска палата. Нотинг Хил, као што и само име каже, се налази на брду које се сада због густине изграђених објеката не може јасно видети. Стога нису ни прецизно одређене границе ове регије. Иако цела регија није превелика у њој се одвајају посебне области које су подељене главним улицама: Ледброк Гроу, Нитинг Хил Гејт, Портабело Роуд, Вестборн Гроу и Северни Кенсингтон.

### Портабело Роуд
Најпрепознатљивији део овог насеља је крај око улице Портабело роуд. Ту се налазе карактеристичне куће од само пар спратова чији су бочни зидови међусобно повезани. Све куће су складно везане са идентичним бројем спратова. Ове куће у самој улици Портабело су обојене различитим бојама и чине веома интересантно место за посету туриста. Најзначајније дешавање у овом крају је отворене пијаца у улици Портабело. Углавном се подају сувенири као и половна роба и драгоцености. Омиљена је дестинација за скупљаче антиквитета и старих и ретки књига. Ова улица је омиљена због сцена из познатог филма који је сниман у овој улици, а посебно плава врата од куће у којој живи главни лик у овом филму кога је глумео Хју Грант.

### Нотинг Хил Гејт
Нотинг Хил Гејт, што у преводу значи Капија Нотинг Хила је добила назив по капији која се налазила на том месту. Она је служила за наплату путарине која је служила за одржавање веома значајног пута који је повезивао центар Лондона са периферијом. Капија је уклоњена у 19. веку. Данас се овде налази станице Лондонског метроа истоименог назива.

### Вестборн Гроу
Вестборн Гроу је улица која се протеже Нотинг Хилом од истока ка западу. Улица је означена као модно стециште са бројним локалима у којима се продаје уникатна одећа. Такође један од најзначајнијих догађаја не само у овом крају већ и у читавом Лондону је овдашњи карневал који се одржава у овој улици. Карневал се одржава сваке године у августу и траје два дана. Непрестано се одржава од 1965. године.

### Северни Кенсингтон
Иако је заправо суседна регија сматра се делом и у Нотинг Хилу. У овом крају живи велики број дошљака и састав становништва је веома измешан па се сматра једним од најкосмополитантскијим крајем света. Поред Јевреја, Шпанаца, Јамајканаца и других, овде и у суседним крајевима као што је Шепардс Буш је стециште велике заједнице људи са Балканског простора.

## Занимљивости
Срби посећују овај крај зато што се у близини налази Црква Светог Саве и дом Епископа Николаја. Такође у непосредној близини се налази и хотел Равна Гора, који карактеришу бројни знакови четничког покрета као и српска, четничка и британска застава на улазу у хотел.